# Galan de Sauvagère
Pour les articles homonymes, voir Galan.
Galan de Sauvagère est un cheval selle français de concours complet gris, né en 1994, qui a concouru sous la selle de Nicolas Touzaint.

## Histoire
Galan de Sauvagère est né le 22 avril 1994 chez Michel Leroy, au lieu-dit La Sauvagère, à Sébécourt dans l'Eure, Normandie, France. Il a appartenu à Monique Girard Claudon, l’une des plus importantes propriétaires françaises de chevaux de concours complet de haut niveau,.
Il concourt pour la dernière fois au Haras national du Pin en août 2010. Il passe sa retraite dans la région d'Angers.

## Description
Galan est un hongre gris,.
C'est un cheval au mental très froid. 
Il est décrit comme calme et sérieux au travail.
Il manque parfois de motivation[réf. nécessaire].
Galan est aussi surnommé affectueusement le cheval « qui-n'a-pas-envie ».

## Palmarès
Sous la selle du cavalier français Nicolas Touzaint :
- 2000 : Champion du Monde des chevaux de 6 ans au Lion d'Angers.
- 2001 : Champion du Monde des chevaux de 7 ans au Mondial du Lion-d'Angers. Gagne le CIC de Dijon et sacré champion de France.
- 2003 : Médaille d'or au Championnat d'Europe à Punchestown et à Cherbourg et sacré champion d'Europe[6].
- 2004 : Champion olympique par équipe Jeux olympiques d'été de 2004 d'Athènes et 8e en individuel[7],[8].
- 2006 : 7e du National Pro 1 à Tartas
- 2007 : Champion d'Europe de complet à Pratoni del Vivaro (Italie)[6].

## Origines
Il
a pour père Joly Jumper, un selle français, et pour mère Douce Julia, une Pur-sang,.
| Origines de Galan de Sauvagère.        | Origines de Galan de Sauvagère. | Origines de Galan de Sauvagère. |
| -------------------------------------- | ------------------------------- | ------------------------------- |
| Père Joly Jumper 1975 Selle français A | Ukase 1964 Selle français A     | Ibrahim 1952 Demi-sang          |
| Père Joly Jumper 1975 Selle français A | Ukase 1964 Selle français A     | Joyeuse 1953 Demi-sang          |
| Père Joly Jumper 1975 Selle français A | Jolie rose Z 1953 Demi-sang     | Hornet 1946 Pur-sang            |
| Père Joly Jumper 1975 Selle français A | Jolie rose Z 1953 Demi-sang     | Ravissante 1939 Demi-sang       |
| Mère Douce Julia 1985 Pur-sang         | Julius Caesar 1977 Pur-sang     | Exbury 1959 Pur-sang            |
| Mère Douce Julia 1985 Pur-sang         | Julius Caesar 1977 Pur-sang     | Queer Street 1970 Pur-sang      |
| Mère Douce Julia 1985 Pur-sang         | Zone Douce 1973 Pur-sang        | Amadou 1967 Pur-sang            |
| Mère Douce Julia 1985 Pur-sang         | Zone Douce 1973 Pur-sang        | Amazonie 1971 Pur-sang          |